# Falcatispora
Falcatispora — рід грибів родини Halosphaeriaceae. Назва вперше опублікована 2003 року.

## Класифікація
До роду Falcatispora відносять 3 види:
- Falcatispora cincinnatula
- Falcatispora unicaudata
- Falcatispora viscidula